# Острів Осіма
Острів Осіма (яп. 大島, рос. Грига) — невеликий острів Малої гряди Курильських островів, розташований уздовж південно-східного узбережжя острова Шикотан. Адміністративно входить до складу Южно-Курильського міського округу Сахалінської області Далекосхідного федерального округу. Російська назва походить на честь норвезького композитора Едварда Гріга. Японія не визнає російського суверенітету над островом і вважає його своїм. Він розташований у окрузі Немуро префектури Хоккайдо, у північно-східній частині країни, за 1100 км на північний схід від столиці країни Токіо.

## Географія
Осіма є найбільшим з прилеглих до Шикотану островів і має площу 1,26 км². Довжина острова близько 2 км, ширина від 0,4 до 1,3 км. Узбережжя переважно скелясте та круте, висотою 50 — 80 м. Протока, що відокремлює його від Шикотану, має ширину 300 — 400 м.